# Icelandair
Icelandair je hlavní islandská letecká společnost se sídlem v Reykjavíku a hlavní základnou na Letišti Keflavík. Je součástí Icelandair Group a v létě 2015 provozovala pravidelné lety do 39 destinací v 16 zemích. Geografická lokace umožňuje Icelandairu přímé transatlantické lety do Severní Ameriky menšími úzkotrupými letadly. Ředitelem společnosti je v současnosti (leden 2017) Birkir Hólm Guðnason.
Společnost byla založena v roce 1937 jako Flugfélag Akureyrar, později Flugfélag Íslands nebo Iceland Airways.
V roce 2018 měla společnost koupit islandskou nízkonákladovou společnost WOW Air. 29. listopadu 2018 ale tenhle plán zrušila.

## Codeshare
Icelandair měla v lednu 2017 codeshare s následujícími leteckými společnostmi:
| - Aeroflot - Air Iceland | - Alaska Airlines - Finnair | - jetBlue - Scandinavian Airlines |

## Flotila

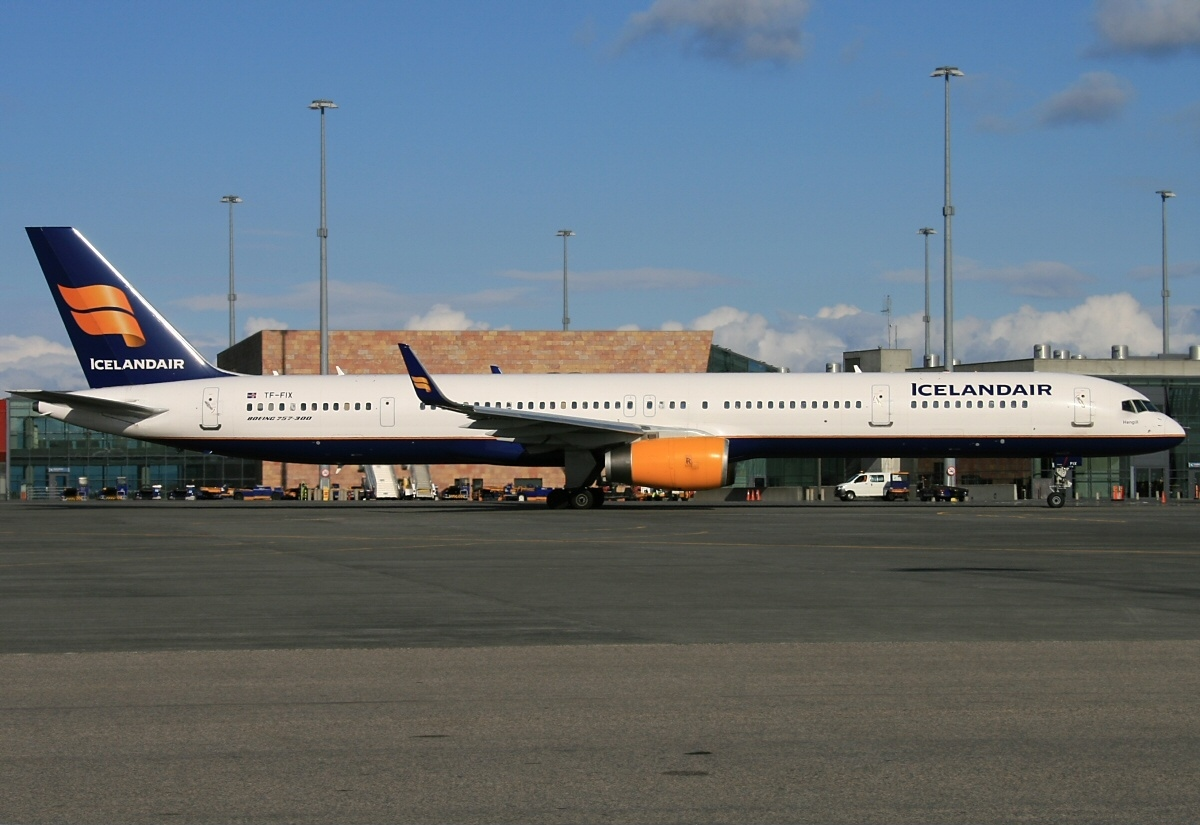
Boeing 757-308 Icelandair v červenci 2012

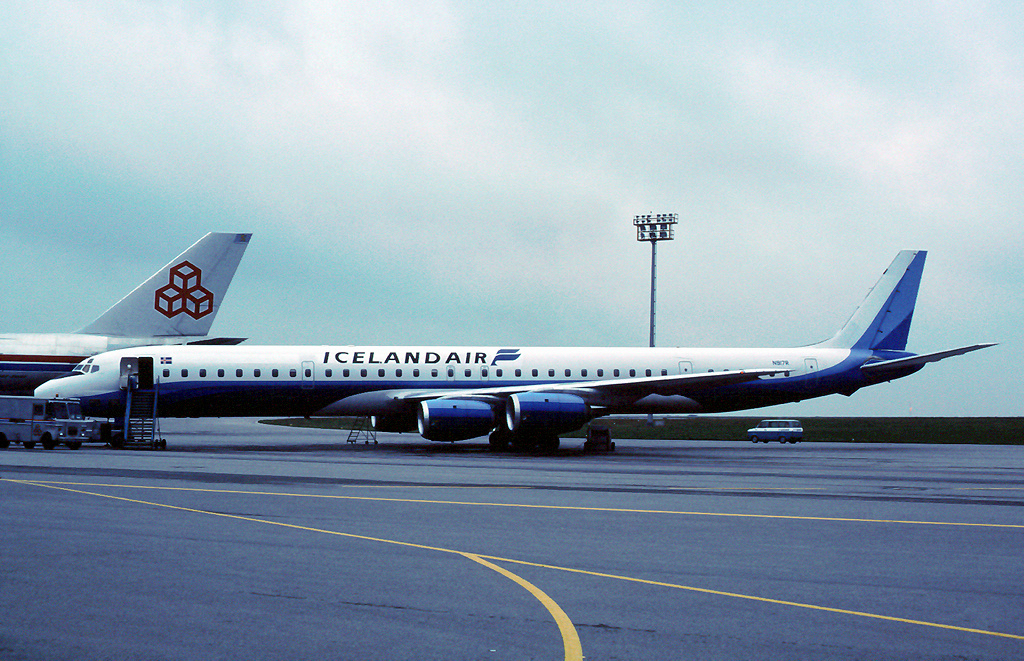
Douglas DC-8-71 Icelandiar v roce 1983, Lucemburk

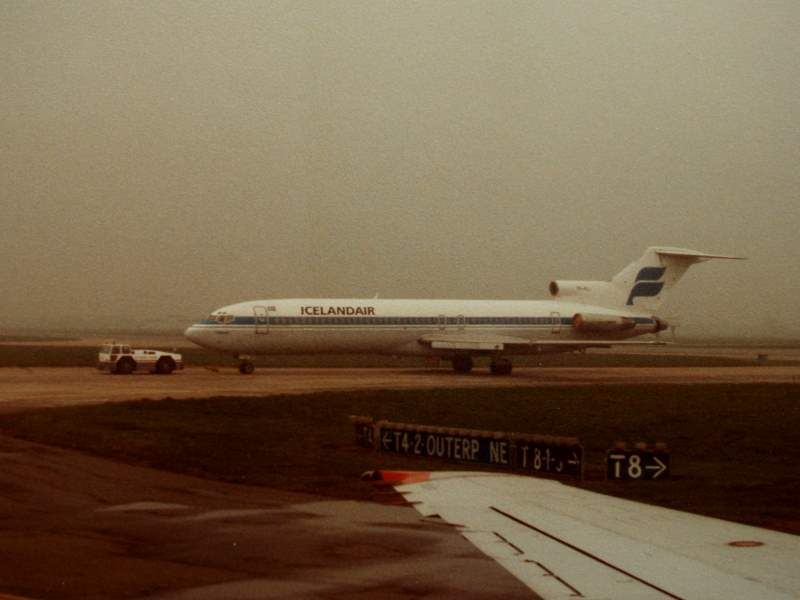
Boeing 727-200 Icelandair v Kodani, rok 1989

### Současná
Dne 5. ledna 2016 měl Icelandair ve své flotile následující letouny průměrného stáří 21,1 let:

### Historická
V minulosti Icelandair létal s následujícími typy letadel:
| Letadlo                 | Zařazeno | Vyřazeno |
| ----------------------- | -------- | -------- |
| Boeing 727-100, -200    | 1967     | 1990     |
| Boeing 737-300          | 1997     | 2004     |
| Boeing 737-400          | 1989     | 2001     |
| Douglas DC-3            | ?        | 1970     |
| Douglas DC-4            | ?        | 1958     |
| Douglas DC-6            | 1956     | 1972     |
| Douglas DC-8            | 1969     | 1990     |
| McDonnell Douglas DC-10 | 1970     | 1980     |
| Fokker F27              | 1968     | 1992     |
| Fokker 50               | 1992     | 1997     |
| Vickers Viscount        | 1958     | 1970     |
| Canadair CL-44          | 1964     | 1970     |

## Odkazy

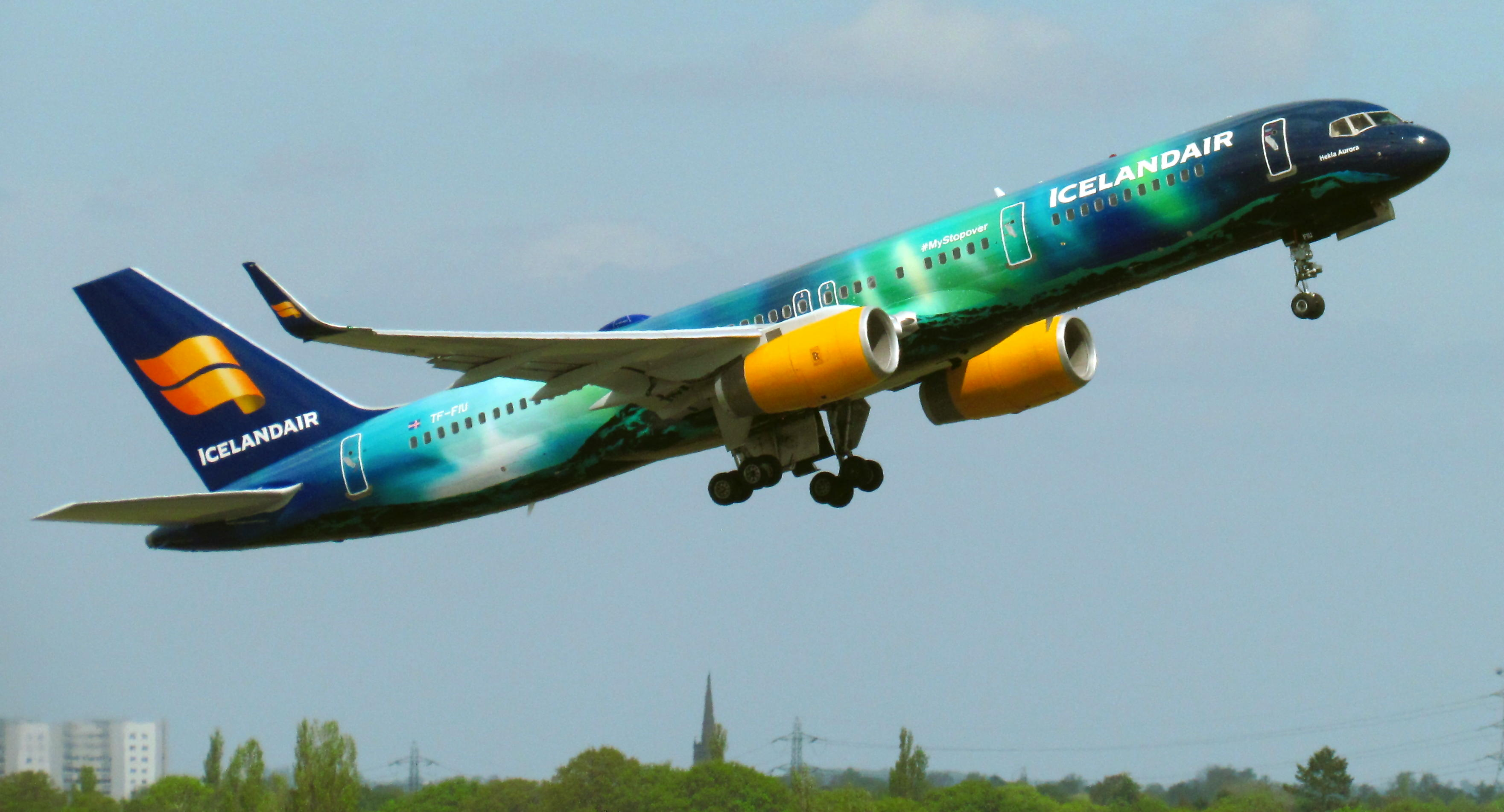
Boeing 757-200 nazvaný „Hekla Aurora" ve speciálním zbarvení a interiérem s polární září, 2016